# Leopold Kiesling
Leopold Kiesling (auch Kissling und/oder Kißling) (* 8. Oktober 1770 in Schöneben, Oberösterreich; † 26. November 1827 in Wien) war ein österreichischer Bildhauer des Klassizismus, der als k. k. Hofbildhauer für den Wiener Hof, die dortige Aristokratie und das begüterte Bürgertum tätig war.

## Leben und Wirken
Er war erst 10 Monate als, da entschloss sich sein Vater, ein einfacher Glashändler, mit der gesamten Familie nach Wien umzusiedeln. Als er 14 Jahre alt war, starb sein Vater. Er musste das Tischlerhandwerk erlernen, da vier unmündige Geschwister und seine Mutter keinen weiteren Schulbesuch ermöglichen konnten. Ab seinem 21. Lebensjahr arbeitete er als Tischlergeselle beim Wiener Bildhauer Joseph Straub, später dann bei Joseph Schrott und studierte nebenbei an der Akademie der bildenden Künste Wien unter Professor Johann Martin Fischer. Dort fiel er Graf Philipp von Cobenzl auf, der ihn 1801 zusammen mit Peter von Nobile und Josef Abel als Stipendiat der Wiener Akademie nach Rom schickte. Hier arbeitete er im Kreise von Johann Christian Reinhart, Antonio Canova und Joseph Anton Koch, dessen Schwägerin er 1809 heiratete. Canova verhalf ihm zum kaiserlichen Auftrag der Marmorgruppe Mars, Venus und Amor, die Kaiser Franz I. anlässlich der Heirat seiner Tochter mit Napoleon I. in Auftrag gab und die er im Oberen Belvedere seines Schlosses aufstellen ließ. Er wurde in Wien zum k. und k. Hofbildhauer ernannt und starb mit 57 Jahren.

## Werke

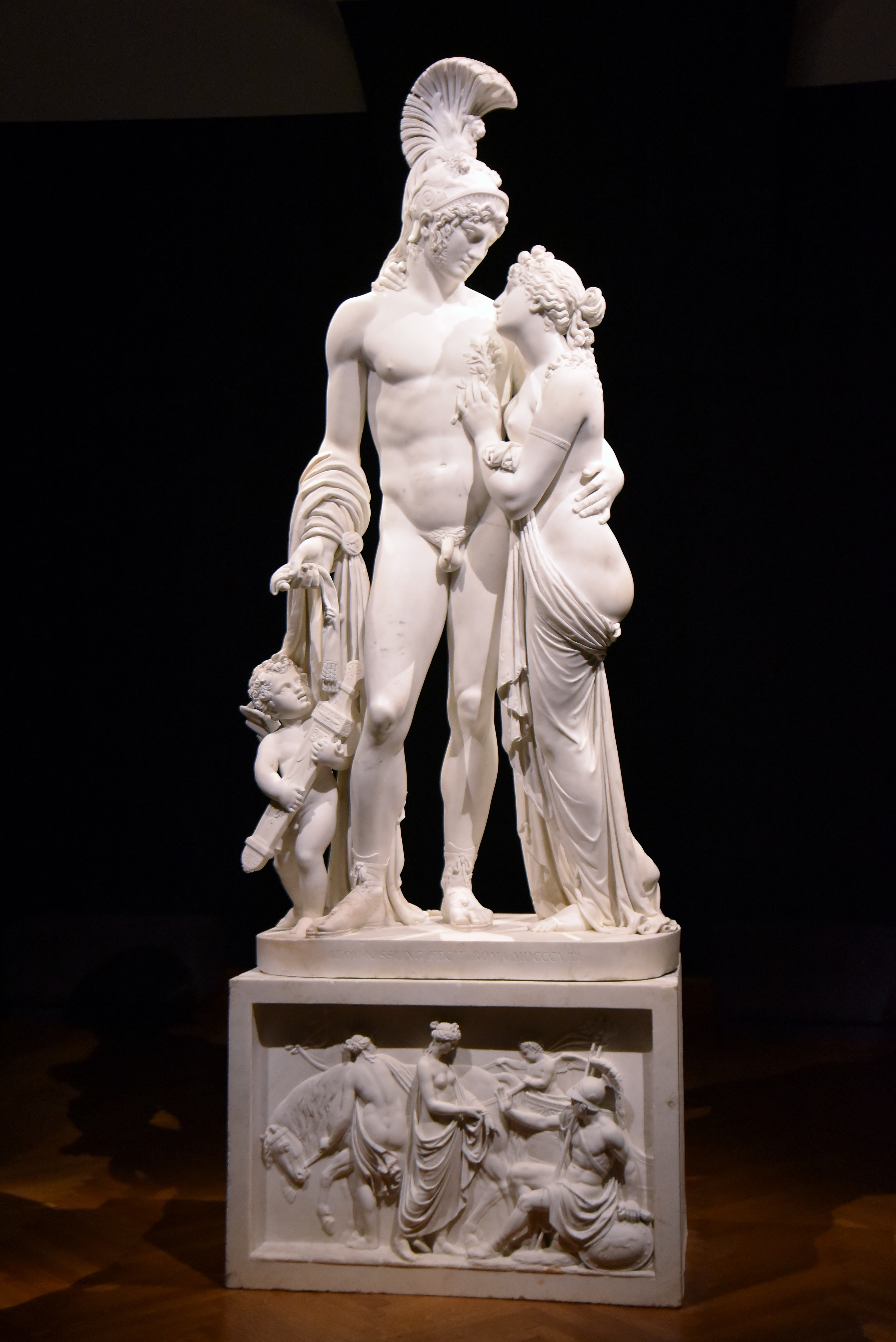
Mars und Venus mit Amor

- Mars und Venus mit Amor, Rom, 1808–1810, ausgewählt von Kaiser Franz I., Barockmuseum Wien[1]
- Grabmale für Philipp von Cobenzl, 1809, und seinen Cousin Johann Ludwig von Cobenzl, 1810, auf dem Sankt Marxer Friedhof in Wien[2]
- Bronzebüste auf Marmorsockel des Erzherzogs Johann von 1812/13 im Alten Joanneum[3]
- Büste Ernst Gideon Freiherr von Laudon in der Walhalla, 1813[4]
- Grabmal für Friedrich von Ostein-Dalberg auf Schloss Dačice, 1815–1820[5]
- Porträtbüste von Kaiser Franz I. von 1817, Kärntner Landesmuseum[6]
- Grabmal für Baronin Fanny von Arnstein (1758–1818) auf dem Jüdischen Friedhof Währing in Wien
- Klassizistische Marmorbüste des Giorgio Bogdan Moldavo im Stiegenhaus des Palais Dumba in Wien, 1819[7]
- Bronzebüste des Grafen Ferdinand Attems (1746–1820) von 1824 für dessen Denkmal in Rogaška Slatina[8][9]
- Grabmal für Johann Peter Frank, 1822 (heute im Zentralfriedhof, Gruppe 32A)
- Gußeisenbüste des Erzherzogs Johann von Österreich von 1825/26, in Zidani Most, im Zweiten Weltkrieg zerstört[8]
- Statue der Psyche in Bleiguss, Grenzschloss zwischen Mähren und Niederösterreich in Lednice
- Entwurf für eine überlebensgroße Statue von Franz I. auf Schloss Ernstbrunn